# 奧布拉茲尼齊亞
49°16′12″N 24°7′49″E / 49.27000°N 24.13028°E

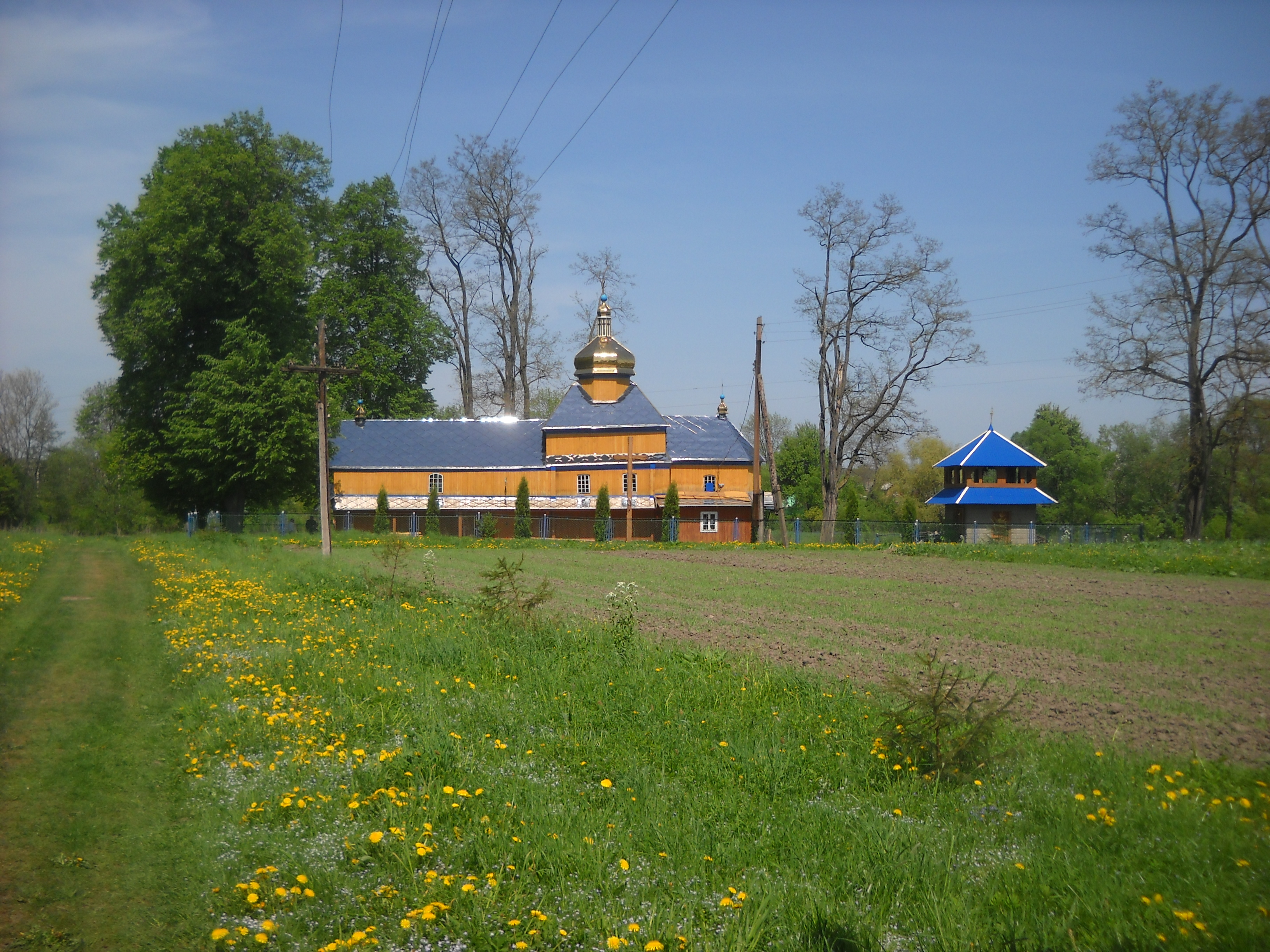

奧布拉茲尼齊亞（羅馬化：Oblaznytsia）是烏克蘭西部的村莊，隸屬利維夫州的斯特雷區。該村處於柳別什卡河畔，始建於1411年，面積1.41平方公里，海拔高度269米。